# Bonnefoi
Bonnefoi – miejscowość i gmina we Francji, w regionie Normandia, w departamencie Orne.
Według danych na rok 1990 gminę zamieszkiwało 117 osób, a gęstość zaludnienia wynosiła 22 osoby/km² (wśród 1815 gmin Dolnej Normandii Bonnefoi plasuje się na 769. miejscu pod względem liczby ludności, natomiast pod względem powierzchni na miejscu 857.).